# Luh pod Smrkem (železniční zastávka)
Luh pod Smrkem je název železniční zastávky v části Luh města Raspenava v Libereckém kraji. Zastávka je mezilehlá na železniční trati Raspenava – Bílý Potok pod Smrkem spojující Raspenavu s Bílým Potokem. S výstavbou zastávky – jakožto s výstavbou celé tratě – se začalo v polovině dubna 1899 a dokončena byla v roce 1900. Provoz na trati byl zahájen 3. května 1900. Je situovaná severovýchodně od ulice Hejnické ve vzdálenosti cca 350 m jihovýchodně od nechráněného železničního přejezdu ve Fučíkově ulici.

## Popis zastávky
Zastávka je jednokolejná. V době výstavby však byla vybudována jako dvojkolejná s druhou (manipulační) kolejí vedenou mezi dnešní kolejí a staniční budovou. Z této manipulační koleje vycházela rovnoběžně se stávající kolejí (směrem k železničnímu přejezdu ve Fučíkově ulici) odstavná vlečka o délce 61 m. Druhá vlečka o délce 30 m vycházela na lužeckém zhlaví a byla vedena podél budovy čp. 301 v Hejnické ulici. Sloužila k obsluze tohoto objektu. Manipulační kolej i obě vlečky byly sneseny.